# Canton de Châtellerault-2
Pour les articles homonymes, voir Châtellerault (homonymie).
Le canton de Châtellerault-2 est une circonscription électorale française du département de la Vienne, en région Nouvelle-Aquitaine.

## Histoire
Un nouveau découpage territorial de la Vienne entre en vigueur à l'occasion des premières élections départementales suivant le décret du 26 février 2014. Les conseillers départementaux sont, à compter de ces élections, élus au scrutin majoritaire binominal mixte. Les électeurs de chaque canton élisent au Conseil départemental, nouvelle appellation du Conseil général, deux membres de sexe différent, qui se présentent en binôme de candidats. Les conseillers départementaux sont élus pour 6 ans au scrutin binominal majoritaire à deux tours, l'accès au second tour nécessitant 12,5 % des inscrits au 1er tour. En outre la totalité des conseillers départementaux est renouvelée. Ce nouveau mode de scrutin nécessite un redécoupage des cantons dont le nombre est divisé par deux avec arrondi à l'unité impaire supérieure si ce nombre n'est pas entier impair, assorti de conditions de seuils minimaux. Dans la Vienne, le nombre de cantons passe ainsi de 38 à 19.
Le canton de Châtellerault-2 est formé de communes des anciens cantons de Saint-Gervais-les-Trois-Clochers (9 communes), de Dangé-Saint-Romain (8 communes) et de Lencloître (3 communes), et d'une partie de Châtellerault. Il est entièrement inclus dans l'arrondissement de Châtellerault. Le bureau centralisateur est situé à Châtellerault.

## Représentation
| Période élective | Période élective | Mandat | Mandat   | Identité      | Nuance | Nuance | Qualité |
| ---------------- | ---------------- | ------ | -------- | ------------- | ------ | ------ | --- |
| 2015             | 2021             | 2015   | 2021     | Valérie Dauge |        | DVD    | Chargée de mission au Rectorat de Poitiers pour la scolarisation des enfants handicapés Ancienne conseillère générale du Canton de Châtellerault-Nord (2008-2015) Première Vice-Présidente chargée des personnes âgées et des personnes handicapées                     |
| 2015             | 2021             | 2015   | 2021     | Alain Pichon  |        | DVD    | Exploitant agricole Maire d'Antran (1995 → ) Vice-Président du Grand Châtellerault Président des Maires de la Vienne 6ème Vice-Président chargé du logement et de l’environnement Ancien conseiller général du Canton de Saint-Gervais-les-Trois-Clochers (2011 → 2015) |
| 2021             | 2028             | 2021   | en cours | Valérie Dauge |        | DVD    | Conseillère sortante Première Vice-Présidente du Conseil départemental - Personnes Agées, Personnes Handicapées Suppléante du député MoDem Nicolas Turquois |
| 2021             | 2028             | 2021   | en cours | Alain Pichon  |        | DVD    | Conseiller sortant Président du conseil départemental |

### Résultats détaillés

#### Élections de mars 2015
À l'issue du 1er tour des élections départementales de 2015, deux binômes sont en ballottage : Valérie Dauge et Alain Pichon (DVD, 39,55 %) et Eric Audebert et Cécile Perrot (FN, 30,83 %). Le taux de participation est de 48,72 % (9 712 votants sur 19 935 inscrits) contre 51,35 % au niveau départemental et 50,17 % au niveau national.
Au second tour, Valérie Dauge et Alain Pichon (DVD) sont élus avec 63,3 % des suffrages exprimés et un taux de participation de 51,27 % (5 798 voix pour 10 220 votants et 19 934 inscrits).

#### Élections de juin 2021
Le premier tour des élections départementales de 2021 est marqué par un très faible taux de participation (33,26 % au niveau national). Dans le canton de Châtellerault-2, ce taux de participation est de 30,26 % (5 877 votants sur 19 419 inscrits) contre 33,61 % au niveau départemental. À l'issue de ce premier tour, deux binômes sont en ballottage : Valérie Dauge et Alain Pichon (Union au centre et à droite, 54,22 %) et Marion Latus et Sebastien Villeneuve (RN, 21,87 %).
Le second tour des élections est marqué une nouvelle fois par une abstention massive équivalente au premier tour. Les taux de participation sont de 34,36 % au niveau national, 33,96 % dans le département et 31,34 % dans le canton de Châtellerault-2. Valérie Dauge et Alain Pichon (Union au centre et à droite) sont élus avec 73,54 % des suffrages exprimés (4 166 voix pour 6 088 votants et 19 423 inscrits),,.

## Composition
| Nom                                   | Code Insee | Intercommunalité       | Superficie (km2) | Population (dernière pop. légale)               | Densité (hab./km2) | Modifier                                    |
| ------------------------------------- | ---------- | ---------------------- | ---------------- | ----------------------------------------------- | ------------------ | ------------------------------------------- |
| Châtellerault (bureau centralisateur) | 86066      | CA Grand Châtellerault | 51,93            | Fraction : 9 442 (2022) Commune : 31 105 (2022) | 599                | modifier les données · modifier les données |
| Antran                                | 86007      | CA Grand Châtellerault | 23,82            | 1 156 (2022)                                    | 49                 | modifier les données · modifier les données |
| Buxeuil                               | 86042      | CA Grand Châtellerault | 11,96            | 901 (2022)                                      | 75                 | modifier les données · modifier les données |
| Dangé-Saint-Romain                    | 86092      | CA Grand Châtellerault | 34,99            | 2 968 (2022)                                    | 85                 | modifier les données · modifier les données |
| Ingrandes                             | 86111      | CA Grand Châtellerault | 35,03            | 1 704 (2022)                                    | 49                 | modifier les données · modifier les données |
| Leigné-sur-Usseau                     | 86127      | CA Grand Châtellerault | 11,23            | 453 (2022)                                      | 40                 | modifier les données · modifier les données |
| Leugny                                | 86130      | CA Grand Châtellerault | 15,74            | 370 (2022)                                      | 24                 | modifier les données · modifier les données |
| Mondion                               | 86162      | CA Grand Châtellerault | 8,91             | 118 (2022)                                      | 13                 | modifier les données · modifier les données |
| Orches                                | 86182      | CA Grand Châtellerault | 19,22            | 356 (2022)                                      | 19                 | modifier les données · modifier les données |
| Les Ormes                             | 86183      | CA Grand Châtellerault | 24,22            | 1 620 (2022)                                    | 67                 | modifier les données · modifier les données |
| Oyré                                  | 86186      | CA Grand Châtellerault | 33,19            | 964 (2022)                                      | 29                 | modifier les données · modifier les données |
| Port-de-Piles                         | 86195      | CA Grand Châtellerault | 5,32             | 548 (2022)                                      | 103                | modifier les données · modifier les données |
| Saint-Christophe                      | 86217      | CA Grand Châtellerault | 15,20            | 278 (2022)                                      | 18                 | modifier les données · modifier les données |
| Saint-Gervais-les-Trois-Clochers      | 86224      | CA Grand Châtellerault | 39,15            | 1 318 (2022)                                    | 34                 | modifier les données · modifier les données |
| Saint-Rémy-sur-Creuse                 | 86241      | CA Grand Châtellerault | 12,94            | 453 (2022)                                      | 35                 | modifier les données · modifier les données |
| Savigny-sous-Faye                     | 86257      | CA Grand Châtellerault | 15,00            | 377 (2022)                                      | 25                 | modifier les données · modifier les données |
| Sérigny                               | 86260      | CA Grand Châtellerault | 24,92            | 314 (2022)                                      | 13                 | modifier les données · modifier les données |
| Sossais                               | 86265      | CA Grand Châtellerault | 12,04            | 414 (2022)                                      | 34                 | modifier les données · modifier les données |
| Usseau                                | 86275      | CA Grand Châtellerault | 18,95            | 582 (2022)                                      | 31                 | modifier les données · modifier les données |
| Vaux-sur-Vienne                       | 86279      | CA Grand Châtellerault | 7,00             | 543 (2022)                                      | 78                 | modifier les données · modifier les données |
| Vellèches                             | 86280      | CA Grand Châtellerault | 19,64            | 349 (2022)                                      | 18                 | modifier les données · modifier les données |
| Canton de Châtellerault-2             | 8603       |                        |                  | 25 228 (2022)                                   |                    | modifier les données                        |

Le canton de Châtellerault-2 comprend :
1. vingt communes,
2. la partie de la commune de Châtellerault située à l'ouest d'une ligne définie par l'axe des voies et limites suivantes : depuis la limite territoriale de la commune d'Antran, cours de la Vienne, jusqu'au pont Lyautey, avenue Jean-Moulin, rue Charles-Plessard, rue Léo-Lagrange (exclue), rue Jacques-Cartier, rue René-Cassin (exclue), avenue Camille-Pagé, avenue Honoré-de-Balzac, jusqu'à la limite territoriale de la commune de Naintré.

## Démographie
En 2022, le canton comptait 25 228 habitants, en évolution de −2,07 % par rapport à 2016 (Vienne : +0,6 %, France hors Mayotte : +2,11 %).
| 2013   | 2018   | 2022   |
| ------ | ------ | ------ |
| 25 905 | 25 463 | 25 228 |